# Marie Logoreciová
Marie „Tushi“ Logoreci, rozená Çurçija, (23. září 1920 Skadar – 19. června 1988 Tirana) byla albánská herečka.
Od školních let se věnovala hudbě a kreslení, roku 1937 přišla do Tirany a pohybovala se v uměleckých kruzích hlavního města. Začínala jako zpěvačka lidových písní v Rádiu Tirana. Od roku 1947 byla členkou Albánského národního divadla, kde hrála mj. lady Milfordovou ve hře Úklady a láska, královnu Gertrudu v Hamletovi nebo titulní roli v Domě Bernardy Alby.
V roce 1953 účinkovala v historickém filmu o albánském národním hrdinovi Skanderbeg, který v Albánii natočil sovětský režisér Sergej Jutkevič. Měla také hlavní roli ve filmu Fëmijët e saj, který jako první albánský režisér v roce 1957 vytvořil Hysen Hakani. V českých kinech se s ní promítal také válečný film Operace Oheň z roku 1973. Patřila k nejobsazovanějším herečkám společnosti Albfilm, věnovala se také divadelní režii. V roce 1975 byla jmenována národní umělkyní, v Tiraně je po ní pojmenována střední škola.
Jejím manželem byl ekonom a hudebník Kolë Logoreci.